# Zoran Nižić
Zoran Nižić (Split, 11 de octubre de 1989) es un futbolista croata que juega de defensa en el H. N. K. Šibenik de la Primera Liga de Croacia.

## Trayectoria
Inició su carrera en el Makarska Zmaj, en donde fue titular en su primera temporada. Con tan solo 19 años, se trasladó a Bélgica donde jugó para el FC Bruselas. Después de finalizar su contrato con la entidad belga, pasó varios meses en el HNK Split con quien firmó un contrato a principios de diciembre de 2012, club en el que además fue campeón. A fines de enero de 2017, extendió su contrato hasta el verano croata de 2019.

## Selección nacional
Fue convocado por primera vez a finales de mayo de 2017 para disputar un amistoso contra la selección de fútbol de México, en donde jugó los 90 minutos. Después de una serie de buenos partidos fue llamado por Cacic (DT de Croacia) para los partidos de eliminatorias europeas contra las selecciones de Kosovo y Turquía.

## Clubes
| Club                   | País       | Año       |
| ---------------------- | ---------- | --------- |
| H. N. K. Zmaj Makarska | Croacia    | 2008-2009 |
| RWDM Brussels F. C.    | Bélgica    | 2009-2012 |
| H. N. K. Hajduk Split  | Croacia    | 2012-2018 |
| Ajmat Grozni           | Rusia      | 2018-2023 |
| F. C. Kyzylzhar        | Kazajistán | 2024      |
| H. N. K. Šibenik       | Croacia    | 2025-     |

## Palmarés

### Títulos nacionales
| Título          | Club                  | País    | Año     |
| --------------- | --------------------- | ------- | ------- |
| Copa de Croacia | H. N. K. Hajduk Split | Croacia | 2012-13 |